# Lubiszewo Tczewskie
Lubiszewo Tczewskie (kaszb. Lubiszéwò) – wieś kociewska w Polsce położona w województwie pomorskim, w powiecie tczewskim, w gminie Tczew.

## Położenie
Wieś znajduje się ok. 6 km na zachód od Tczewa, w dolinie Motławy-Szpęgawy przy DW224. W pobliżu miejscowości znajduje się węzeł drogowy Stanisławie A1 z 224. Na południowy zachód od wsi ciągną się tzw. wzgórza lubiszewskie (pagórki, będące drumlinami).
W latach 1954–1961 wieś należała i była siedzibą władz gromady Lubiszewo Tczewskie, po jej zniesieniu w gromadzie Tczew. W latach 1975–1998 miejscowość położona była w województwie gdańskim.
We wsi znajduje się Pracowniczy Ogród Działkowy im. Sambora.

## Historia
We wczesnym średniowieczu znajdował się w Lubiszewie pomorski gród książęcy, pełniący przez pewien czas (do 1253) rolę stolicy jednego z księstw dzielnicowych. Z 1198 pochodzi pierwsza wzmianka o kościele św. Trójcy – książę Grzymisław przyznał patronat nad nim domowi zakonnemu joannitów w Starogardzie. W 1253 książę Sambor II przeniósł swoją siedzibę z Lubiszewa do Tczewa. Kolejny władca, Mściwój II, w 1278 nadał całe Lubiszewo joannitom. Powstał tu jeden z domów zakonnych. W 1370 joannici odsprzedali wszystkie swoje dobra na Pomorzu Gdańskim zakonowi krzyżackiemu. Zapewne od tego czasu datuje się upadek grodu w Lubiszewie.
W pobliżu wsi stoczono kilka starć, z których najbardziej znane są bitwa nad Jeziorem Lubiszewskim (niekiedy „bitwa pod Lubieszowem”) z 17 kwietnia 1577 w trakcie 2-letniej wojny Rzeczypospolitej ze zbuntowanym Gdańskiem oraz bitwa pod Tczewem 17-18 sierpnia 1627 podczas wojny polsko-szwedzkiej (1626–1629).

## Zabytki
Według rejestru zabytków NID na listę zabytków wpisane są:
- kościół parafialny pw. Świętej Trójcy, 1348, 1823, nr rej.: A-601 z 30.05.1972
- zagroda nr 8, 1935, nr rej.: A-1122 z 21.06.1986:
  - drewniany dom, tzw. Poniatówka
  - drewniana obora
  - drewniana stodoła.

Pośrodku wsi (zapewne na miejscu wczesnośredniowiecznego grodu) znajduje się gotycki kościół Św. Trójcy z 1. połowy XIV wieku (przebudowany w XIX wieku) z wieżą z roku 1573. Wnętrze kryte płaskim stropem, wystrój głównie barokowy i rokokowy z XVIII wieku: ołtarz główny i dwa boczne; ambona w kształcie łodzi żaglowej, o którą wspierają się wielka kotwica i św. Piotr z siecią; chrzcielnica w kształcie wieloryba, z którego paszczy wynurza się Jonasz trzymający naczynie do wody chrzcielnej. Najcenniejszymi elementami są dwie rzeźby gotyckie: grupa św. Trójcy (Tron Łaski) z ok. 1420 oraz słynąca łaskami figurka Madonny z ok. 1380. Ta ostatnia figurka została koronowana koronami papieskimi 31 sierpnia 1997 i jednocześnie dekretem biskupim ustanowiono w Lubiszewie Sanktuarium Matki Bożej Pocieszenia.
Ponadto we wsi znajduje się spichrz i kilka domów z pierwszej połowy XIX wieku. Na północnym brzegu jeziora leży grodzisko cyplowe.

## Związani z Lubiszewem
- Ks. Bolesław Piechowski – kuratus lubiszewski w latach 1926-1939, męczennik za wiarę. Dla upamiętnienia jego śmierci przy kościele w Lubiszewie postawiono pomnik (krzyż) autorstwa artysty rzeźbiarza Ignacego Zelka.